# REPLAY & DESTROY
『REPLAY & DESTROY』（リプレイ・アンド・ディストロイ）は、au LISMO Channel(Video)で、2011年11月4日から11月25日に配信されたケータイドラマ。LISMOドラマ第30弾。全4回で1話約5分。
2015年4月から6月までTVドラマとしてリメイクされ、MBS制作・TBS系で放送された。

## あらすじ
大学時代からの腐れ縁で5年以上の付き合いとなる横山、真野、新田の3人がルームシェアしている部屋でジェンガをしながらどうでもいい話をしていると、彼らと1年半の付き合いになる女子高生・葛西ルーシーから奇跡的な瞬間を写した写メが送られて来る。

## キャスト
- 横山要（よこやま かなめ、29歳） - 山田孝之： レンタルビデオ店で働くフリーター。映画監督志望。口が達者[2]。
- 真野真広（まの まひろ、25歳） - 林遣都： 薬学科大学院生。偏差値72。
- 新田広重（にった ひろしげ、27歳） - 阿部進之介： 宅配業者勤務。背筋280kg。
- 葛西ルーシー（かさい ルーシー、17歳） - 小林涼子： 早生まれの高校生3年生。ハーフ。
- 安部寿（あべ ひさし 29歳）-中村倫也：　横山と中学、高校の同級生

- 石原（元）専務（いしはら せんむ、62歳） - 大和田伸也（特別出演）： 中年の憧れ。空手八段。定年退職したばかり。
- 富田正行（とみた まさゆき、42歳） - 吹越満： 慕われる高校教師。教師生活20年。葛西の担任。

## スタッフ
- 監督・脚本・編集：飯塚健
- 主題歌: Base Ball Bear「ヒカリナ」(EMIミュージック・ジャパン)
- 撮影：相馬大輔
- 美術：相馬直樹
- 照明：佐藤浩太
- 録音：田中博信
- 音楽：海田庄吾
- 衣装：横田勝広
- 制作担当：篠宮隆浩
- 企画/制作：ロボット
- 著作：『REPLAY&DESTROY』プロジェクト2011

## 製作
- 2011年10月28日に制作決定記者発表会が行なわれ、監督の飯塚健、主演の山田孝之、林遣都が出席した。その場において、全ての撮影が4日間で行なわれ、前日の10月27日にクランクアップしたことが明かされた[2]。
- ロケ地となったスーパーマーケット「イケモリストアー」（栃木県足利市朝倉町）は、いわゆる聖地巡礼でも話題になった（2023年8月末をもって閉店）[3]。

## テレビドラマ版
MBSの制作でテレビドラマとしてリメイクされ、TBS系で2015年4月27日から6月15日まで放送された。

### キャスト（テレビドラマ版）
- 横山要（29歳） - 山田孝之： レンタルビデオ店で働く映画監督志望のフリーター。
- 真野真広（25歳） - 林遣都： 薬学科大学院生。偏差値72。横山のルームメイト。
- 新田広重（27歳） - 阿部進之介： 宅配業者勤務。背筋280kg。横山のルームメイト。
- 葛西ルーシー（17歳） - 小林涼子： 高校生3年生。ハーフ。
- 安部寿（29歳） - 中村倫也： 横山の中高の同級生で幼馴染、区役所職員[4]。
- 佐野結 - 萩原みのり：葛西の同級生。
- 愛川奏 - 伊藤沙莉：葛西の同級生。
- 岸彩花 - 江夏詩織：葛西の同級生。
- 界隈の有名人（レアキャラ）

Miss.フォーチュンキュウリ滑川（Lv.3） - 余貴美子
Mr.中華飯店店主・秋尾秋好（Lv.1） - 菅原大吉
Mr.八百屋マニア宮田（Lv.52） - 我修院達也
Mr.大体のことはデキる風間岳（Lv.13） - 井戸田潤（スピードワゴン）
Miss.試食が主食・蒲生京子（Lv.17） - 佐藤仁美
Mr.Lonely久保力（Lv.5） - 角田晃広（東京03）
Mr.おっちょこちょい児玉（Lv.27） - ANI（スチャダラパー）
Mr.マヨネーズ好き畑中（Lv.39） - 鳥肌実
Mr.リズミカル・五十嵐（Lv.70） - 神谷浩史（声のみ）
Miss.メロディ三枝（Lv.73） - 水樹奈々（声のみ）
- ゲスト

尾崎刑事 - 吉沢悠（第1話・最終話）
富田正行 - 吹越満（第1話・3話・最終話）
石原専務 - 大和田伸也（第1話）
湯島圭 - 増田朋弥（第2話・最終話）
沢木真希 - 石橋けい（第3話・6話・最終話）
真希の父 - 市川しんぺー（第3話）
中島葉月 - 井上和香（第4話・6話・最終話）
竹中重則 - 手塚とおる（第4話・6話・最終話）
竹中純 - 中川大志（第4話・最終話）
音楽番組の司会者 - 諏訪太朗（第4話・6話）
宇野英子 - 中別府葵（第5話・最終話）
麻生律子 - 篠原ともえ（第5話）
即興ソング - 川久保拓司（第5話）
片山史香 - 笛木優子（第5-7話）
史香の娘 - 福田美姫（第5-6話）
丸崎道夫 - 山中崇（第6話・最終話）
丸崎杏奈 - 内田愛（第6話）
車イスの女性 - 井端珠里（第7話）
大增剛 - 森下能幸（最終話）
面接官 - 嶋田久作（最終話）

### スタッフ（テレビドラマ版）
- 企画：飯塚健+山田孝之
- 監督・脚本：飯塚健
- 助監督：松下洋平
- 撮影：相馬大輔
- 照明：佐藤浩太
- 録音：平井秀知
- 美術：吉田敬
- 美術進行：武田俊介
- スタイリスト：横田勝広、米村和晃
- メイク：内城千栄子
- スクリプター：石川愛子
- 音楽：海田庄吾
- 製作：高橋輝光
- 編集 :木村悦子(1,2,6,8話)、瀧田隆一(3,4話)、川村紫織(5,7話)
- 宣伝：諸冨洋史、平井直子、上地智子
- エグゼクティブプロデューサー：高橋敏弘、杉山剛、宇田川寧
- プロデューサー：齋藤寛之、前田利洋、丸山博雄、柴原祐一
- 共同プロデューサー：寺西史
- 制作プロダクション：ダブ
- 制作：R&D運命共同体2015 / MBS[4]
- 著作：R&D運命共同体2015（松竹、ソニー・ミュージックエンタテインメント、MBS、SOP、ダブ）[4]

### 主題歌
- ASIAN KUNG-FU GENERATION「Planet of the Apes / 猿の惑星」（キューンミュージック）[4]

### ネット局
| 放送対象地域   | 放送局                    | 系列    | 放送期間                | 放送日時                     | ナビ番組放送日時                  | 備考       |
| -------------- | ------------------------- | ------- | ----------------------- | ---------------------------- | --------------------------------- | ---------- |
| 近畿広域圏     | 毎日放送（MBS）           | TBS系列 | 2015年4月27日 - 6月15日 | 月曜 0:50 - 1:20（日曜深夜） | 4月24日 2:39 - 3:09（23日深夜）   | 制作局     |
| 富山県         | チューリップテレビ（TUT） | TBS系列 | 2015年4月27日 - 6月15日 | 月曜 0:50 - 1:20（日曜深夜） | 4月20日 0:50 - 1:20（19日深夜）   | 同時ネット |
| 関東広域圏     | TBSテレビ（TBS）          | TBS系列 | 2015年4月29日 - 6月17日 | 水曜 1:11 - 1:41（火曜深夜） | 4月22日 1:12 - 1:42（21日深夜）   | [ 5 ]      |
| 岡山県・香川県 | 山陽放送（RSK）           | TBS系列 | 2015年5月5日 - 6月23日  | 火曜 1:08 - 1:38（月曜深夜） | 放送なし                          |            |
| 福岡県         | RKB毎日放送（RKB）        | TBS系列 | 2015年5月7日 - 6月25日  | 木曜 2:13 - 2:43（水曜深夜） | 放送なし                          |            |
| 山梨県         | テレビ山梨（UTY）         | TBS系列 | 2015年5月9日 - 6月27日  | 土曜 1:55 - 2:25（金曜深夜） | 5月2日 1:55 - 2:25（1日深夜）     |            |
| 北海道         | 北海道放送（HBC）         | TBS系列 | 2015年5月11日 - 6月29日 | 月曜 0:56 - 1:26（日曜深夜） | 放送なし                          |            |
| 山形県         | テレビユー山形（TUY）     | TBS系列 | 2015年5月13日 - 7月1日  | 水曜 1:08 - 1:38（火曜深夜） | 5月6日 1:08 - 1:38（5日深夜）     |            |
| 宮城県         | 東北放送（TBC）           | TBS系列 | 2015年5月13日 - 7月1日  | 水曜 1:13 - 1:43（火曜深夜） | 放送なし                          |            |
| 中京広域圏     | CBCテレビ（CBC）          | TBS系列 | 2015年5月20日 - 7月8日  | 水曜 2:15 - 2:45（火曜深夜） | 放送なし                          |            |
| 愛媛県         | あいテレビ（ITV）         | TBS系列 | 2015年6月4日 - 7月30日  | 木曜 0:43 - 1:13（水曜深夜） | 放送なし                          |            |
| 岩手県         | IBC岩手放送（IBC）        | TBS系列 | 2015年7月2日 - 8月20日  | 木曜 0:41 - 1:11（水曜深夜） | 6月25日 0:41 - 1:11（24日深夜）   |            |
| 長崎県         | 長崎放送（NBC）           | TBS系列 | 2015年7月3日 - 8月21日  | 金曜 1:13 - 1:43（木曜深夜） | 7月1日 1:53 - 2:23（6月30日深夜） |            |
| 鳥取県・島根県 | 山陰放送（BSS）           | TBS系列 | 2015年7月4日 - 8月29日  | 土曜 1:25 - 1:55（金曜深夜） | 6月27日 1:25 - 1:55（26日深夜）   |            |
| 福島県         | テレビユー福島（TUF）     | TBS系列 | 2015年7月18日 - 9月5日  | 土曜 1:25 - 1:55（金曜深夜） | 7月4日 1:25 - 1:55（3日深夜）     |            |
| 沖縄県         | 琉球放送（RBC）           | TBS系列 | 2015年7月31日 - 9月18日 | 金曜 1:28 - 1:58（木曜深夜） | 7月24日 1:28 - 1:58（23日深夜）   |            |